# فرایت‌کار امریکا
فرایت‌کار آمریکا (انگلیسی: FreightCar America) شرکت ترابری ریلی آمریکایی است، که در سال ۱۹۰۱ تأسیس شد.